# زادنبه پایین
زادنبه پایین یک روستا در ایران است که در دهستان براکوه شهرستان خوسف واقع شده‌است. زادنبه پایین ۹ نفر جمعیت دارد.